# Trebius heterodonti
Trebius heterodonti is een eenoogkreeftjessoort uit de familie van de Trebiidae. De wetenschappelijke naam van de soort is voor het eerst geldig gepubliceerd in 1989 door Deets & Dojiri.